# Majesty: The Fantasy Kingdom Sim
Majesty: The Fantasy Kingdom Sim je realtimová strategie z roku 2000. Vyvinulo ji studio Cyberlore Studios a byla vydána pod hlavičkou MicroProse pro Microsoft Windows
v březnu 2000. V prosinci 2000 uvedla firma MacPlay verzi pro Mac OS. V roce 2001 bylo vydáno rozšíření Majesty: The Northern Expansion a kompilace obojího Gold Edition byla vydána v roce 2002. V dubnu 2003 vydala firma Linux Game Publishing Gold Edition ve verzi pro Linux.
Hra se skládá z jednotlivých navzájem nesouvisejících misí, v kterých hráč buduje své panství, aby splnil daný úkol. Nemůže přitom přímo ovládat žádné postavy, pouze staví budovy, najímá hrdiny a umisťuje motivační vlajky s odměnou, které mohou hrdiny v jejich chování ovlivnit. Kromě misí, určených pro hru jednoho hráče, je také možnost hry více hráčů. Hra byla oceňována kritikou, neboť unikátním způsobem spojovala mechanismy různých žánrů. Celkově se jedná o strategickou hru, ale například hrdinové nabývají zabíjením nepřátel zkušenostní body (a tím i schopnosti), mohou nalézat předměty, které jim v boji pomohou, kouzelníci se mohou naučit v knihovně nová kouzla – tedy mechanismy známé z her na hrdiny. Navíc mají hrdinové podobně jako v simulačních hrách svou vlastní svobodnou vůli – navzdory vypsané odměně se mohou rozhodnout jít vyspat domů, nebo je zláká hospoda, při setkání s nepřítelem se mohou začít bát a utéct, nebo se naopak pustit do sebevražedného bezhlavého útočení.